# Chiesa di San Domenico (Caltanissetta)
La chiesa di San Domenico è un edificio di culto di Caltanissetta, sito nell'omonimo quartiere.

## Storia

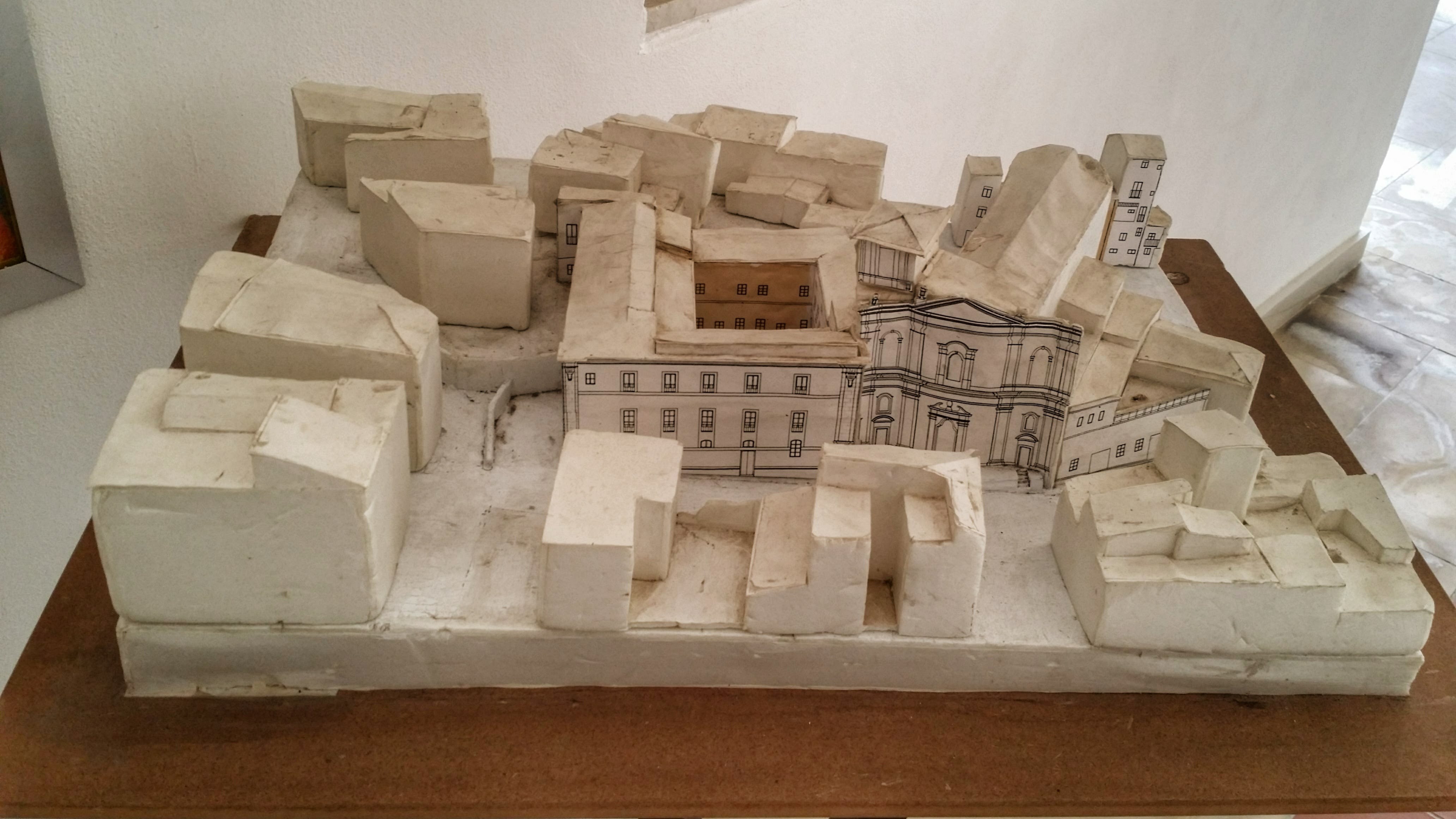
Plastico del complesso religioso di San Domenico

L'edificio venne costruito nel XV secolo, dopo l'arrivo dei Moncada a Caltanissetta, al centro del quartiere Angeli. La fondazione, avvenuta nel 1458, è stata attribuita dalla tradizione al beato Reginaldo Lombardo, discepolo di San Domenico; tuttavia è probabile che sia stata fondata da Antonio Moncada, terzo conte di Caltanissetta, il quale nel 1458, per ereditare il suo titolo, dovette rinunciare all'abito talare e, pertanto, come "risarcimento" all'ordine domenicano, cui apparteneva, avrebbe fatto costruire una chiesa con annesso convento.
I Moncada per primi scelsero la chiesa come luogo personale di sepoltura; vennero seguiti nei secoli successivi anche da altre famiglie della nobiltà cittadina.
La chiesa continuò ad essere arricchita e migliorata nel tempo. Nel 1573 venne finanziato l'ampliamento del convento e nei primi anni del Seicento venne commissionato il chiostro, completato nel primo decennio del secolo. La facciata è stata realizzata intorno al 1700, in occasione dei lavori di ampliamento, mentre gli stucchi che decorano gli interni risalgono all'Ottocento.
Nel 1650, in occasione di alcuni lavori, vennero scoperti dietro l'altare i resti tre persone, tra cui una donna identificata nella contessa Adelasia, nipote del Gran Conte Ruggero, che la tradizione voleva sepolta nel castello di Pietrarossa e che sarebbe stata traslata a seguito del crollo del castello.
A seguito dell'unità d'Italia, con la soppressione degli ordini religiosi, il convento venne adibito a caserma, e la chiesa venne sconsacrata e usata come magazzino; fu riconsacrata nel 1923.

## Descrizione
La chiesa presenta tre navate, una facciata barocca convessa al centro e concava lateralmente, che tuttavia risulta incompleta a causa della mai terminata torre campanaria. All'interno vi si trovano una tela del Borremans e due del Paladini.

## Opere

### Quadri
- 1614, "Madonna del Rosario"raffigurata mentre porge il rosario ad una suora domenicana alla sua sinistra, Gesù Bambino, posto in piedi sulle ginocchia della madre, porge un altro rosario ad un frate domenicano, opera datata e autografa di Filippo Paladini.[2]
- XVII secolo,"Estasi di San Tommaso d'Aquino".Il teologo medievale (1225 ca- 1274), noto anche come "Dottore angelico", dal XV secolo in poi, è rappresentato in ginocchio davanti un altare con il crocifisso, durante una sua Estasi, trattenuto da due Angeli. In basso a destra è evidenziato un libro, suo principale attributo.La Leggenda Aurea narra che i familiari di Tommaso, nell'intento di distoglierlo dalle sue aspirazioni religiose, dopo averlo sequestrato ad opera dei suoi due fratelli, condussero nella sua camera una fanciulla ma Egli la fece fuggire minacciandola con un tizzone ardente. Subito dopo fu visitato da due Angeli che gli recarono una cintura di castità e dopo di allora non avvertì mai più la tentazione della carne.L'iconografia dell'opera evidenzia analogie stilistiche con quella in uso in quel periodo.Opera di Vincenzo Roggeri.
- XVII secolo,"Il martirio di San Pietro".Raffigura il frate domenicano (1205 ca- 1252). nativo di Verona e protagonista delle vicende anti ereticali che movimentarono le città di Milano e Como nel Duecento, nel momento in cui, nei pressi del bosco di Barlassina fu ucciso, il 6 aprile 1252, da due sicari, Pietro da Balsamo e Carino, (il Carino, pentito, entró subito dopo nell'Ordine) assoldati da due nobili veneziani, seguaci del catarismo, che avevano avuto i loro beni confiscati. Gli fu fracassato il cranio con una scure e poi lo finirono con un pugnale.Si narra che quando S. Pietro Martire fu assalito cominciò a recitare il "Credo in Dio". Subito dopo, colpito, non potendo più parlare, prima di ricevere il colpo di grazia, tracció per terra, col proprio sangue, le parole "Credo in Dio".Nella parte alta del dipinto alcuni angioletti fra le nuvole reggono i simboli del Santo (la palma, la corona e il giglio).Sullo sfondo si intravede la figura in fuga dell'altro frate che accompagnava S. Pietro. Opera di Vincenzo Roggeri.
- XVII secolo, "L'apparizione dei Santi Pietro e Paolo a San Domenico". Opera di Vincenzo Roggeri.
- XVII secolo,"La Madonna del Rosario".Il quadro ripropone l'iconografia più diffusa di questo soggetto. La Santa Vergine, dai lineamenti e con i panneggi propri delle Madonne del Roggeri, è raffigurara, col Bambino fra le braccia, nell'atto di con segnare la corona del Rosario a S. Domenico, inginocchiato nel lato sinistro. A destra, anch'essa inginocchiata, è Santa Caterina, con le mani al petto mostranti le stimmate. Arricchiscono la scena sacra una serie di purtini alati, gli inconfondibili putti del Roggeri. Alcuni di essi reggono fra le mani gli attributi dei due santi ossia il Crocifisso, le rose e i gigli.Nel dipinto, databile agli ultimi decenni del XVII secolo, Santa Caterina è ancora raffigurata con le stimmate cruente. La stigmatizza zione della Santa domenicana è stata oggetto di discussioni e contro versia tra gli ordini domenicano e francescano. Il Pontefice Sisto IV, nel 1475, proibiva di raffigurare la Santa con le stimmare. Nel 1630 Urbano VIII defini la questione stabilendo che nell'iconografia di Santa Caterina dovevano essere evidenziate come ferite ma in forma luminosa o simbolica.Il cadavere di Vincenzo Roggeri, per come si evince in alcuni documenti conservati nell'archivio parrocchiale di Santa Maria La Nova, fu seppellito nella chiesa di S. Domenico dove, questo quadro a quel tempo era venerato sull'altare Maggiore al posto della tela del Paladini, dallo stesso soggetto, che era custodita invece all'interno del convento, fino a quando la chiesa fu officiata dai frati predicatori. Nel 1866, per effetto delle leggi eversive, chiesa e convento furono sop pressi, i dipinti e le suppellettili, venduti dal demanio, furono acqui stati da pietosi nisseni e regalati alle chiese cittadine che li donarono alla chiesa di S. Domenico quando questa fu riaperta al culto.Opera di Vincenzo Roggeri.

Documentate:

- 1720 - 1725, San Vincenzo Ferreri, olio su tela realizzata da Guglielmo Borremans, opera temporaneamente custodita nella cattedrale di Santa Maria la Nova è oggi esposta nel museo diocesano.
- 1604, Madonna del Carmelo, opera di Filippo Paladini oggi custodita nella cattedrale di Santa Maria la Nova e San Michele Arcangelo di Caltanissetta.

|  | Nome                                                  | Data di realizzazione | Artista          | Collocazione nella chiesa                |
|  | ----------------------------------------------------- | --------------------- | ---------------- | ---------------------------------------- |
|  | Madonna del Rosario                                   | 1614                  | Filippo Paladini | Al centro,dietro l'altare maggiore       |
|  | Estasi di San Tommaso d'Aquino                        | XVII secolo           | Vincenzo Roggeri | Ultimo quadro della navata destra        |
|  | Il martirio di San Pietro                             | XVII secolo           | Vincenzo Roggeri | Seconda opera della navata sinistra      |
|  | L'apparizione dei Santi Pietro e Paolo a San Domenico | XVII secolo           | Vincenzo Roggeri | Cappella a sinistra dell'altare maggiore |
|  | La Madonna del Rosario                                | XVII secolo           | Vincenzo Roggeri | Prima opera della navata destra          |

## Convento

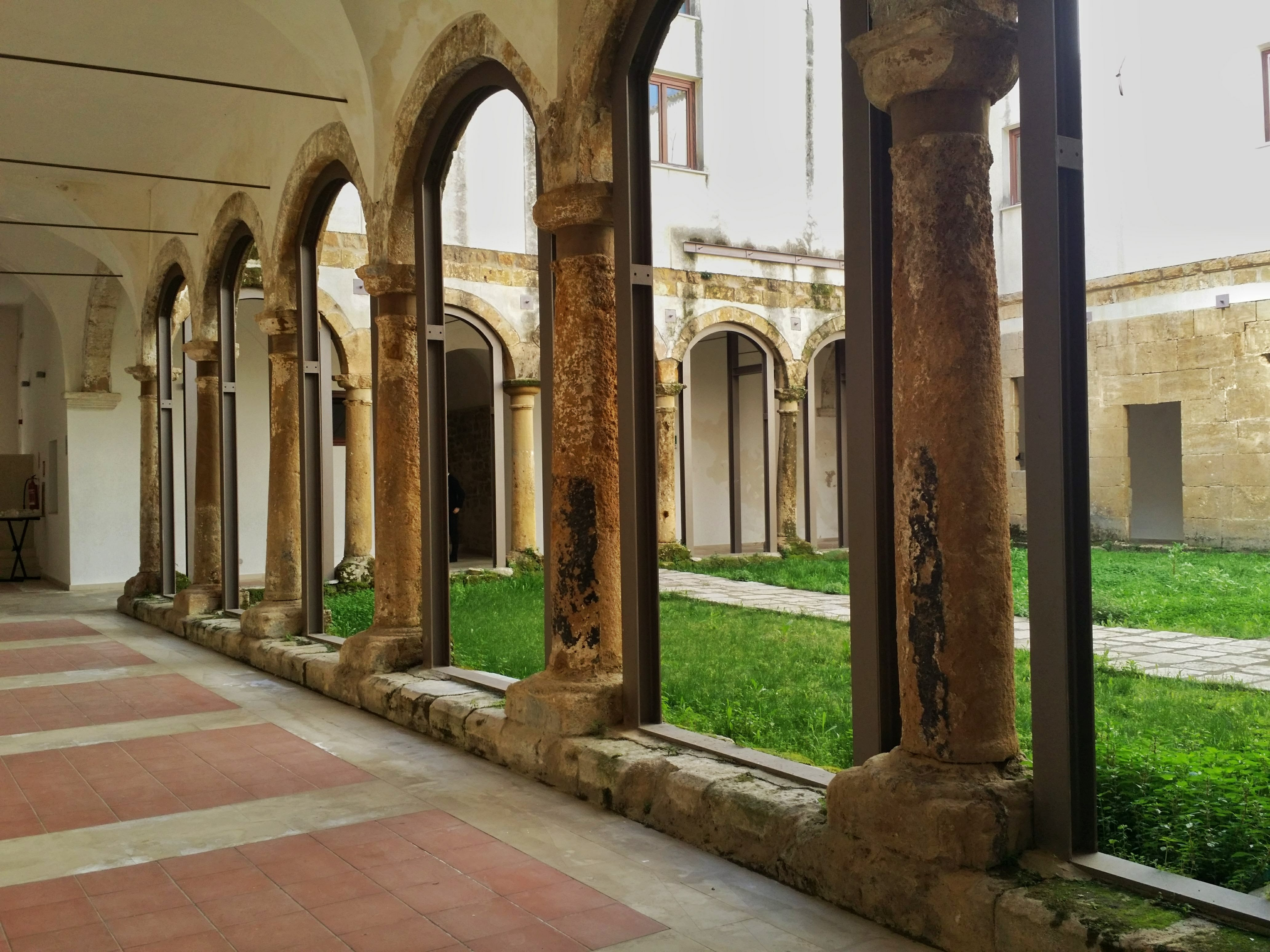
Chiostro all'interno del convento

Decima istituzione dell'Ordine dei frati predicatori in terra di Sicilia fondata nel 1479.